# Ellen Warmond
Ellen Warmond, pseudoniem van Pietronella Cornelia van Yperen, (Rotterdam, 23 september 1930 – Kijkduin, 28 juni 2011) was een Nederlandse dichteres.

## Leven

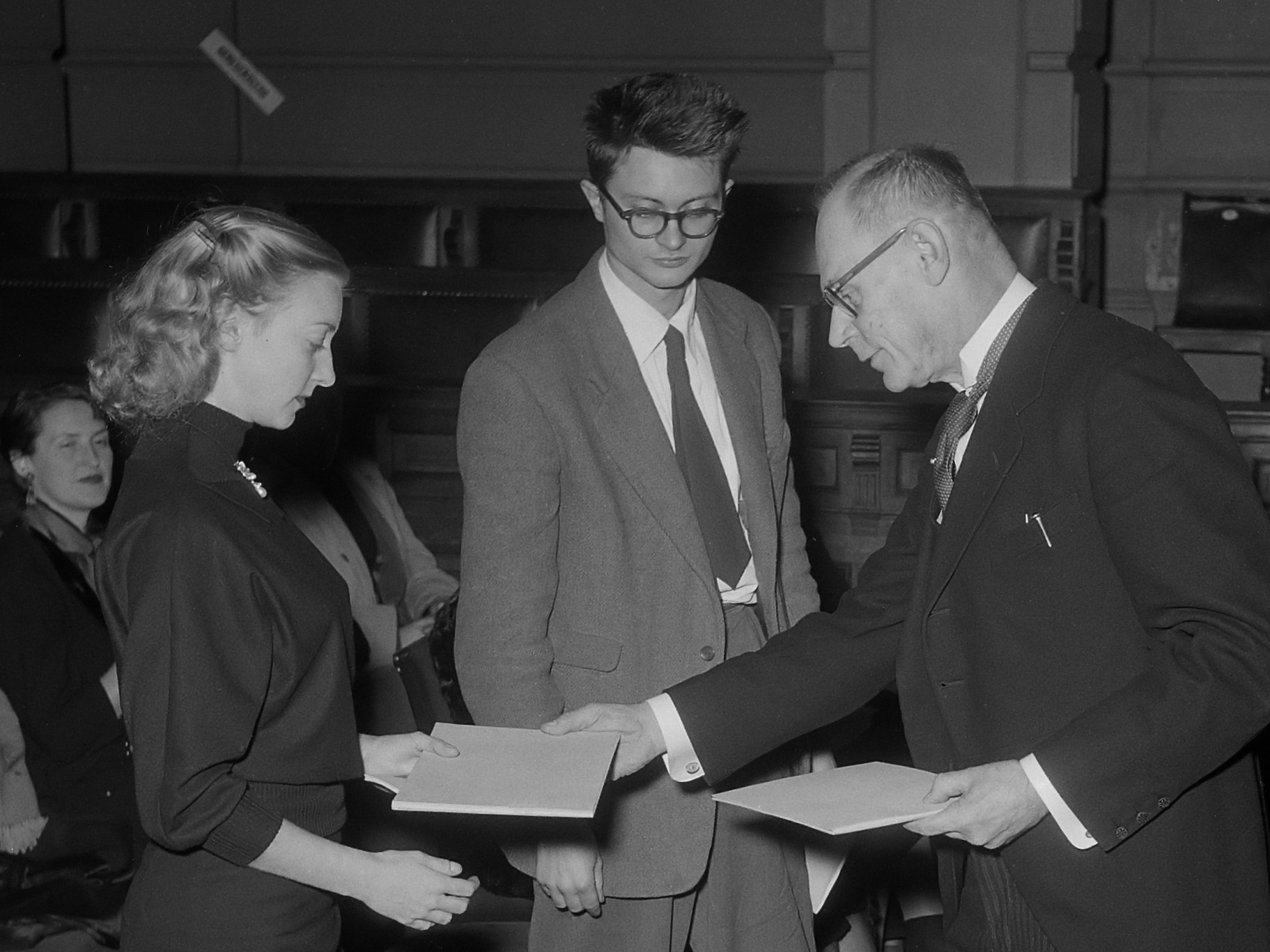
Ellen Warmond en Remco Campert ontvangen de Reina Prinsen Geerligs Prijs (1953)

Zij groeide op in Rotterdam en doorliep daar de hbs. Zij volgde vanaf 1946 een balletopleiding en danste tot 1953 in het Rotterdams Ballet Ensemble. Omdat ze daarvan niet kon leven, was ze daarnaast secretaresse op een handelskantoor. Men had daar weinig affiniteit met poëzie en om haar dichtwerk te verbergen koos ze het pseudoniem Ellen Warmond. In 1953 debuteerde zij met een aantal gedichten in het literair tijdschrift Maatstaf. Van 1955 tot 1983 werkte zij bij het Nederlands Letterkundig Museum in Den Haag, de stad waarheen zij in 1968 verhuisde. Zij was de rechterhand van hoofdconservator Gerrit Borgers en werkte ook nog enkele jaren onder diens opvolger Anton Korteweg. Ze schreef naast haar dichtwerk ook veel secundaire literatuur. Zij werkte mee aan de eerste dertien Schrijversprentenboeken die door het Letterkundig Museum in samenwerking met uitgeverij De Bezige Bij werden gepubliceerd.
Ellen Warmond had relaties met Anna Blaman, Ellen Gratama-van Rijn en vanaf 1965 tot 1995 met Eveline Witjas. Ze overleed na een langdurig ziekbed op 80-jarige leeftijd.

## Werk
Ellen Warmond heeft een groot aantal dichtbundels op haar naam staan, maar schreef ook een roman (Paspoort voor niemandsland, 1961) en verhalen (Eeuwig duurt het langst, 1961, en Van kwaad tot erger, 1968).
In haar overwegend sombere poëzie, met een ingetogen taalgebruik vol personificaties, is ook plaats voor afstandelijkheid en ironie. Centraal staat de existentialistische confrontatie met de tijd, die bij de mens gevoelens van vervreemding, leegte, eenzaamheid en angst veroorzaakt. Sommigen herkennen in haar werk de melancholie van vrouwen voor wie de grote feministische doorbraak nooit gekomen is. Terugkerende literaire motieven zijn vlammen en glasscherven, die verwijzen naar de angst die zij als tienjarige onderging bij het bombardement op Rotterdam. Ook het motief spiegels komt veel voor. Hoewel zij bijna een generatiegenoot was van de vijftigers, met wie haar thematiek verwant is, is haar werk door de focus op existentiefilosofie een unieke stem binnen deze groep. Deverwantschap met het werk van Gerrit Achterberg en Hans Lodeizen is eveneens groot.  
Ellen Warmond ontving voor haar werk meerdere prijzen:
- 1953: Reina Prinsen Geerligsprijs voor haar debuutbundel Proeftuin,
- 1961: Jan Campertprijs voor de bundel Warmte, een woonplaats,
- 1987: Anna Bijns Prijs voor haar gehele oeuvre.

## Gedichten en proza
- Proeftuin (Bakker/Daamen, Den Haag 1953), gedichten
- Naar men zegt (Bakker, Den Haag 1955), gedichten
- Weerszij van een wereld (Bakker/Daamen, Den Haag 1957), gedichten
- Eeuwig duurt het langst (Querido, Amsterdam 1961), verhalen
- Paspoort voor niemandsland (Querido, Amsterdam 1961), roman
- Warmte, een woonplaats (Querido, Amsterdam 1961), gedichten
- Het struisvogelreservaat (Querido, Amsterdam 1963), gedichten
- De huid als raakvlak (Querido, Amsterdam 1964), gedichten
- Testbeeld voor koud klimaat (Querido, Amsterdam 1966), gedichten
- Geen bloemen, geen bezoek (Querido, Amsterdam 1968), gedichten
- Van kwaad tot erger (Querido, Amsterdam 1968), korte verhalen en literaire schetsen
- Mens: een inventaris (Querido, Amsterdam 1969), verzameling eerder gepubliceerde dichtbundels
- De groeten aan andersdenkenden (Querido, Amsterdam 1970), gedichten
- Saluutschot met knaldemper (Querido, Amsterdam 1972), gedichten
- Beestenboel (Querido, Amsterdam 1973), gedichten'voor kinderen
- Uitzicht op inzicht (Querido, Amsterdam 1974), gedichten
- Implosie (Querido, Amsterdam 1976), gedichten
- Gesloten spiegels (Querido, Amsterdam 1979), gedichten
- Tegenspeler tijd (Querido, Amsterdam 1979), bloemlezing
- Ordening (Querido, Amsterdam 1981), gedichten
- Vragen stellen aan de stilte (Querido, Amsterdam 1984), gedichten
- Vluchtstroken van de taal (Querido, Amsterdam 1988), gedichten
- Persoonsbewijs voor inwoner (Querido, Amsterdam 1991), gedichten
- Kaalslag (Querido, Amsterdam 1999), gedichten

## Schrijversprentenboeken
Ellen Warmond werkte, met Gerrit Borgers en anderen, mee aan de eerste 13 delen in de serie Schrijvers prentenboek van het Letterkundig Museum: 
1. A. Roland Holst. ’s-Gravenhage 1958. Tweede druk 1963. Derde druk 1968. Vierde, herziene druk 1983.
2. S. Vestdijk. ’s-Gravenhage 1958. Tweede druk 1962. Derde druk 1968. Vierde, herziene druk 1983.
3. J. Greshoff. ’s-Gravenhage 1959. Tweede druk 1963.
4. H. Marsman. ’s-Gravenhage 1960. Tweede druk 1963. Derde druk 1980.
5. Menno ter Braak. ’s-Gravenhage 1961. Tweede druk 1980.
6. J. Slauerhoff. ’s-Gravenhage 1961. Tweede druk 1965. Derde druk 1980.
7. Pierre Kemp. ’s-Gravenhage 1961.
8. Anna Blaman. ’s-Gravenhage 1962. Tweede druk 1966.
9. Louis Couperus. ’s-Gravenhage 1963. Tweede druk 1965. Derde druk 1980.
10. De beweging van vijftig. ’s-Gravenhage 1965. Tweede druk 1972.
11. Herman Heijermans. ’s-Gravenhage 1964.
12. Herman Gorter. ’s-Gravenhage 1966.
13. E. du Perron. ’s-Gravenhage 1969. Tweede druk 1980.

## Secundaire literatuur
- Maaike Meijer: De lust tot lezen. Nederlandse dichteressen en het literaire systeem. Sara/Van Gennep, Amsterdam 1988
- Truusje van de Kamp: Scheppen in de luwte van de taal. Over Ellen Warmond. In: Margriet Prinssen en Lucie Th. Vermij: Schrijfsters in de jaren vijftig. Sara/Van Gennep, Amsterdam 1991
- Trudy van Wijk: De huid vanzelfsprekend bewonen. Literair existentialisme en mystiek bij Ellen Warmond (dissertatie). Universitaire Pers Maastricht, 2003
- Trudy van Wijk: Geef niet mee! Een biografie van Ellen Warmond. Walburg Pers, Amsterdam 2024.